# Kopřiva konopovitá
Kopřiva konopovitá (Urtica cannabina) je druh kvetoucí rostliny z čeledi kopřivovité. Její obvyklá výška je 50 až 150 centimetrů. Listy jsou dlouhé, úzce kopinaté až kopinatě vejčité, s pilovitým okrajem. Roste hlavně na Sibiři, v Číně, Mongolsku a vyskytuje se i na Ukrajině a v Evropské části Ruska. V Číně se zkoumá možnost využití jako náhrada jiných rostlinných textilních vláken.

## Rozšíření
Je rozšířena především v Asii, zejména ve východní a střední části kontinentu. Roste v různých typech prostředí, včetně okrajů lesů, křovin, rumišť a podél cest. Vyskytuje se v zemích jako Čína, Mongolsko, Kazachstán a Rusko. Tento druh kopřivy preferuje vlhká a mírně slunná stanoviště.

## Tradiční  medicína
V některých částech Asie se druhy kopřiv, včetně Urtica cannabina, využívá v tradičním lidovém léčitelství pro své protizánětlivé a močopudné účinky.[ve zdroji nenalezeno]